# Statue équestre de Jeanne d'Arc (Paul Dubois)
Pour les articles homonymes, voir Statue équestre de Jeanne d'Arc.
La statue de Jeanne d'Arc est une œuvre du sculpteur français Paul Dubois. Il s'agit d'une statue équestre en bronze de Jeanne d'Arc présentée au salon des artistes français en 1895.
Plusieurs exemplaires de la statue existent :
- place Saint-Augustin à Paris,
- place du Cardinal-Luçon à Reims,
- église Saint-Maurice à Strasbourg,
- Meridian Hill Park à Washington.

## Histoire

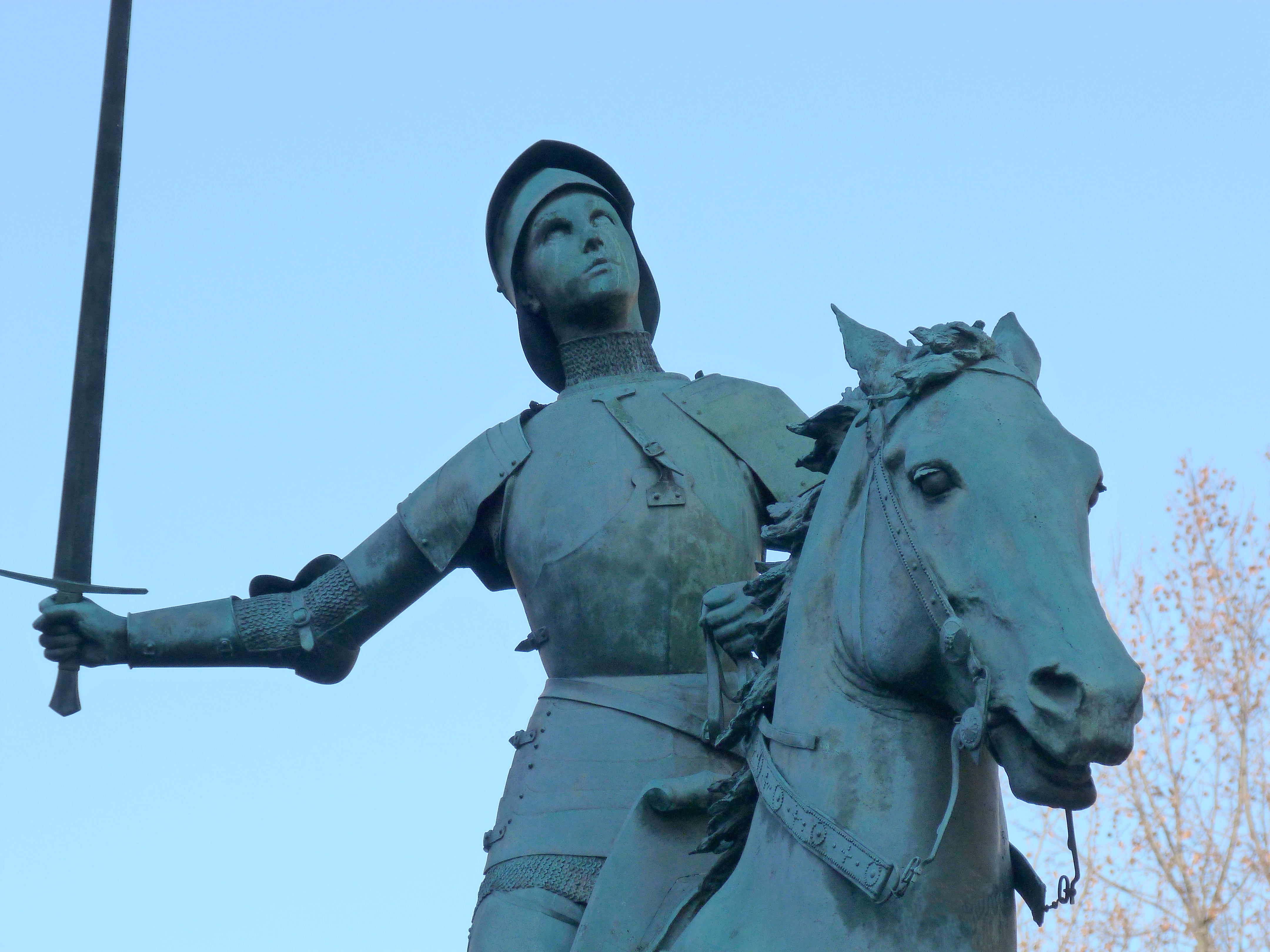
Statue de Jeanne d'Arc en armure, coiffée d'un casque et tenant une épée à la main droite.

### Le plâtre
L'Académie nationale de Reims lance une souscription publique en 1888 pour réaliser un monument à Jeanne d'Arc. Le contrat est passé entre le sculpteur Paul Dubois, l'architecte Alphonse Gosset et le notaire Raoul Douce. Le modèle en plâtre est présenté au salon des artistes français en 1889. Longtemps conservé au musée Paul-Dubois-Alfred-Boucher à Nogent-sur-Seine, il est donc probablement dans les collections actuelles du musée Camille-Claudel, qui lui succède dans cette ville depuis 2017.

### Les bronzes
Dubois réalise trois exemplaires à l'aide du procédé de la cire perdue :
Le premier, commandé en 1890 à Pierre Bingen par Paul Dubois, est achevé en 1896, se trouve sur la place du Cardinal-Luçon à Reims. Elle fut offerte à la ville et inaugurée par le président de la République Félix Faure, le 14 juillet 1896.

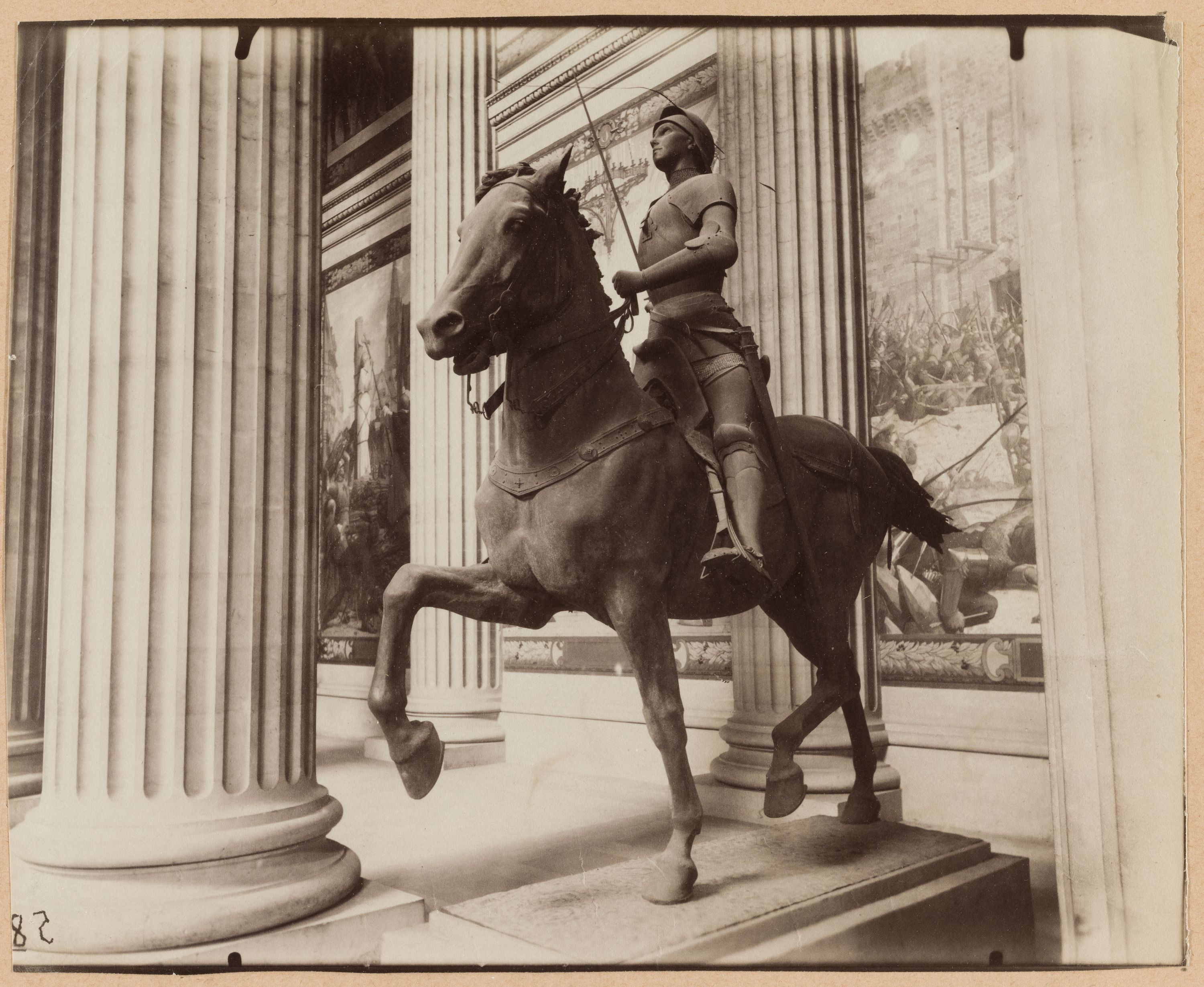
L'exemplaire de Paris, un temps exposé au Panthéon de Paris.

Le deuxième, un bronze de mauvaise qualité réalisé par Edmond Gruet et exposé dès 1895 et reste un certain temps dans le péristyle du Panthéon de Paris puis est déplacé et se trouve ensuite devant l'église Saint-Augustin, à Paris. Il dépend du musée d'Orsay.
Un troisième exemplaire, un bronze de meilleure qualité, est réalisé par Edmond Gruet en 1897. Montré à l’exposition universelle de 1900, il est inauguré à Strasbourg, dans le jardin du palais du Rhin, le 14 juillet 1922. Brisée pendant la Seconde Guerre mondiale, la statue est reconstituée après la guerre et placée sur le parvis de l'église Saint-Maurice, à Strasbourg. Elle est à nouveau inaugurée le 8 mai 1965.
Un autre bronze, fondu par Eugène Rudier (signée Alexis Rudier), se trouve au Meridian Hill Park, à Washington. Cette statue a fait partie du programme Save Outdoor Sculpture! (en) de la Smithsonian Institution en 1994.

## Description

### Statue de la place Saint-Augustin à Paris

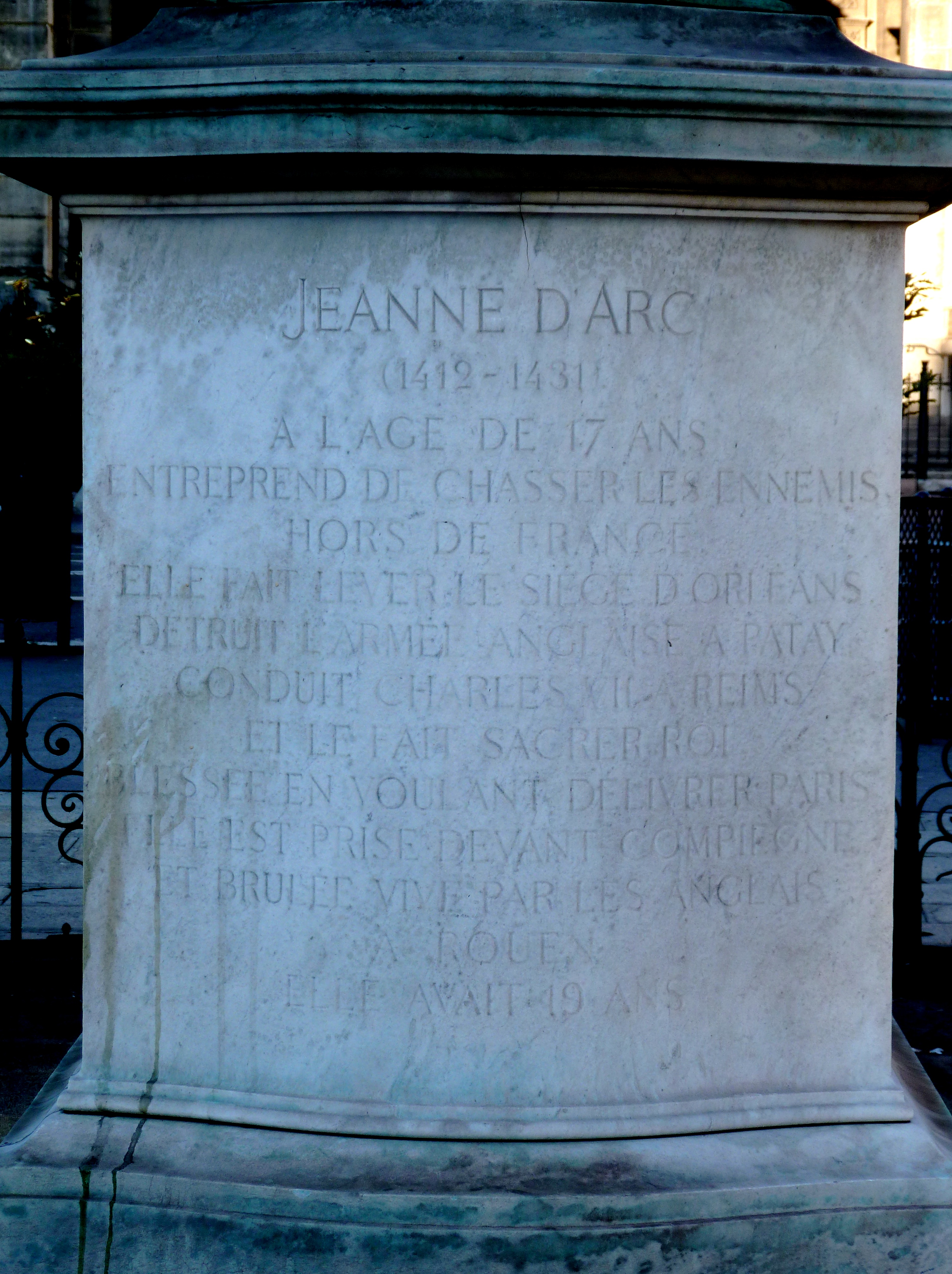
Socle de la statue.

Comme la statue de Jeanne d'Arc de la place des Pyramides, Jeanne d'Arc est représentée à cheval, mais est la seule statue parisienne où Jeanne brandit une épée dans la main droite. Outre le nom et les dates de naissance et de décès, le socle comporte des inscriptions qui « semble[nt] révéler une volonté didactique, conformément à la politique éducative de l'État républicain ».

« Jeanne d'Arc (1412-1431) à l'âge de dix-sept ans entreprend de chasser les ennemis hors de France. Elle fait lever le siège d'Orléans, détruit l'armée anglaise à Patay, conduit Charles VII à Reims et le fait sacrer roi. Blessée en voulant délivrer Paris, elle est prise devant Compiègne et brûlée vive par les Anglais à Rouen. Elle avait dix-neuf ans. »

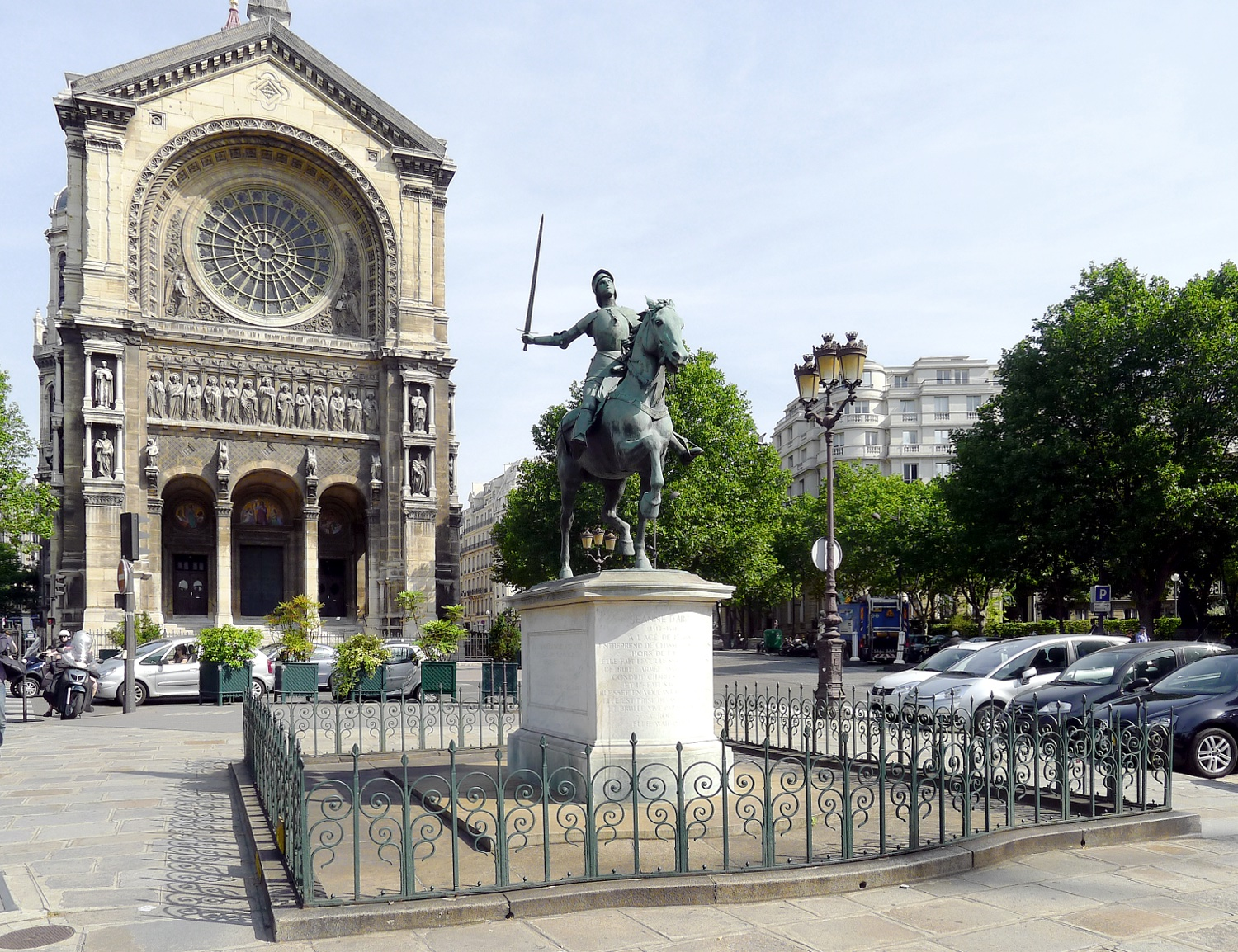
Statue dans le contexte de la place Saint-Augustin.
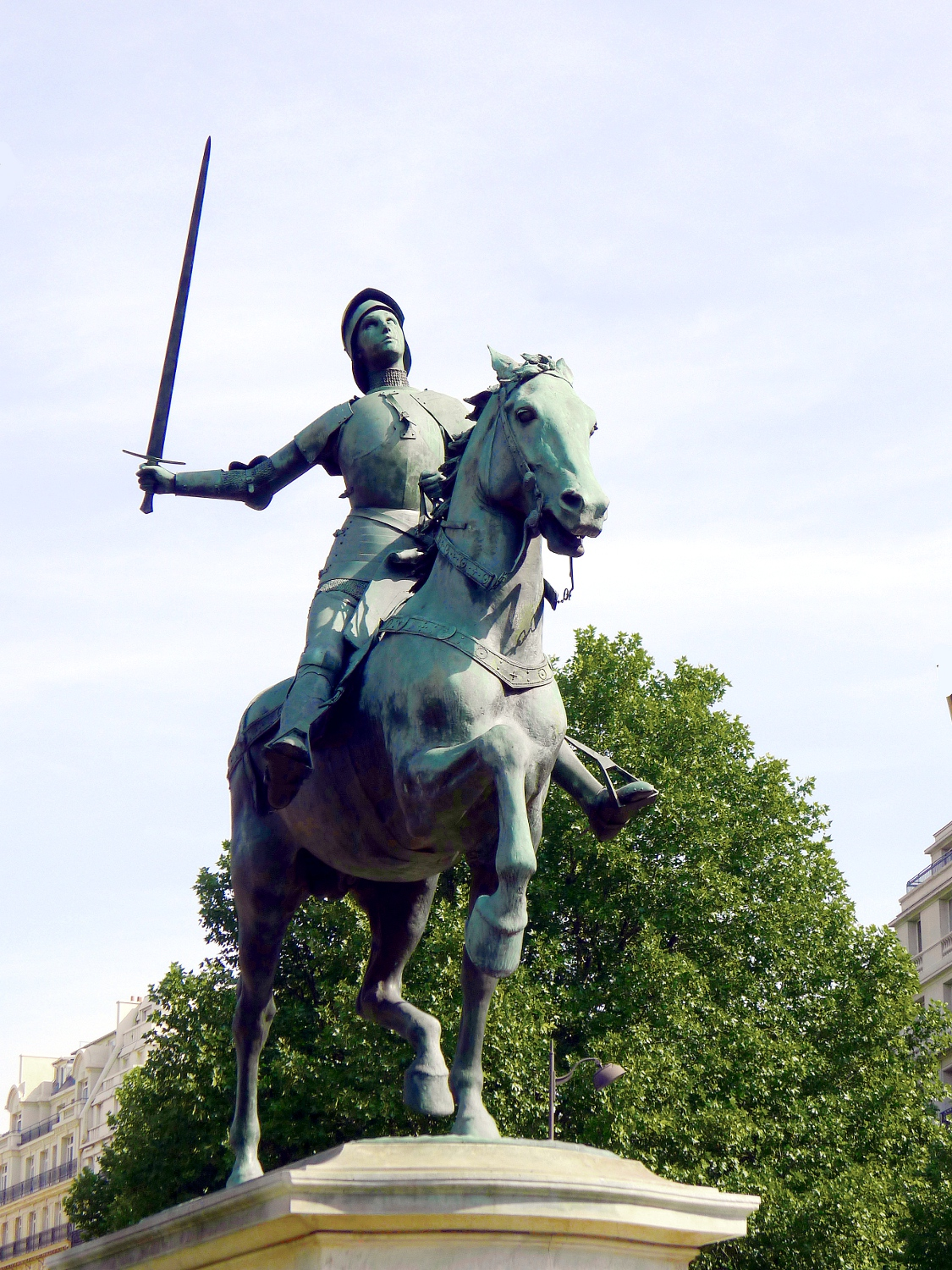
Statue vue de face.
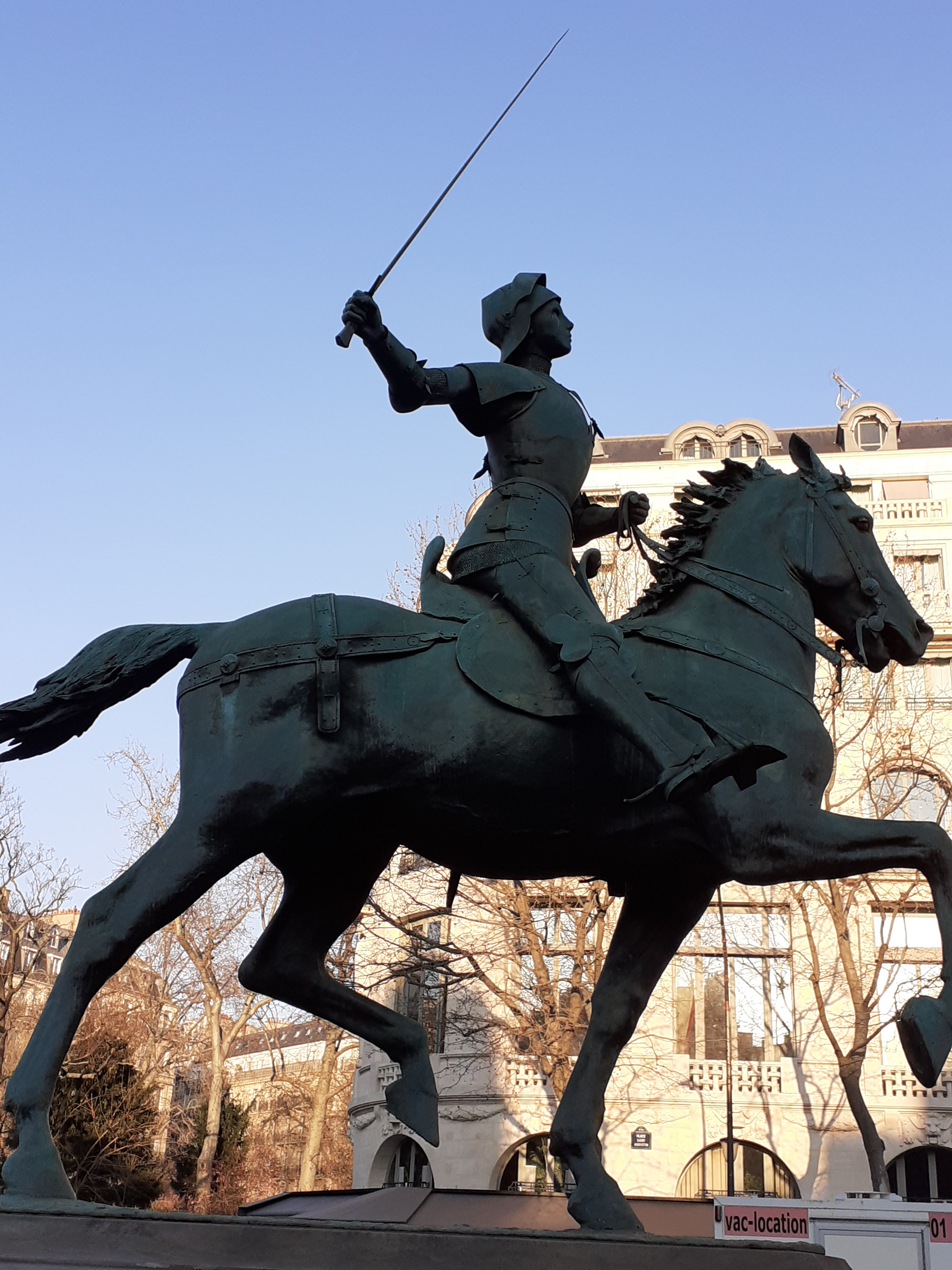
Soir d'hivers.

### Statue de la place du Cardinal-Luçon à Reims
L'Académie nationale de Reims songea à un monument à Jeanne d'Arc dès 1885, et lança une souscription publique en 1888. Le contrat fut passé entre Paul Dubois, Alphonse Gosset, l'architecte du Grand Théâtre de Reims, et le notaire Raoul Douce.
La statue, commandée en 1890 au fondeur Pierre Bingen par Paul Dubois, est achevée en 1896, se trouve sur la place du Cardinal-Luçon à Reims. Elle est offerte à la ville et inaugurée par le président de la République Félix Faure, le 14 juillet 1896. À l'origine, la statue est placée sur le parvis et tourne le dos à la cathédrale Notre-Dame de Reims, figurant la sortie de Jeanne d'Arc de l'édifice, juste après le sacre de Charles VII.
A la différence du portrait équestre réalisé par Emmanuel Frémiet en 1874 (Paris, place des Pyramides), dans lequel Jeanne tient un étendard, Paul Dubois la représente brandissant une épée. En ces dernières années du XIXe siècle, l'exaltation de la jeune Lorraine prenait aussi une valeur symbolique et politique, liée à la perte de l'Alsace-Lorraine à l'issue de la guerre franco-allemande de 1870. Néanmoins, au-delà de cette dimension proprement politique, les études pour le visage de Jeanne montrent Dubois soucieux de donner une expression mystique à son personnage.

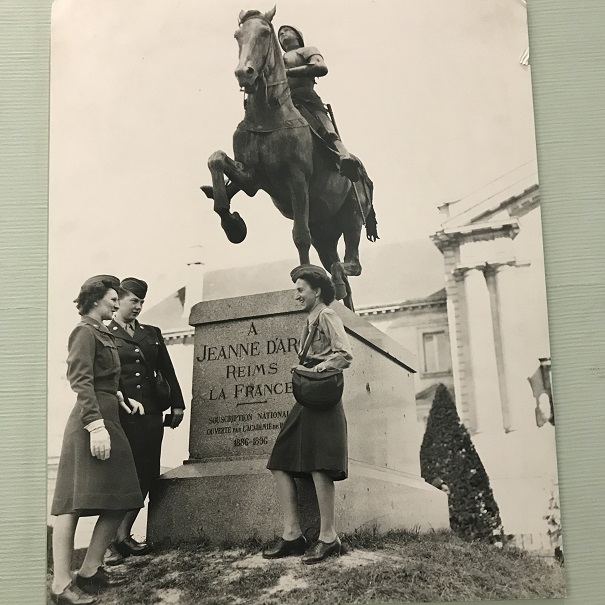
Souscription publique pour la statue équestre Jeanne d'Arc à Reims
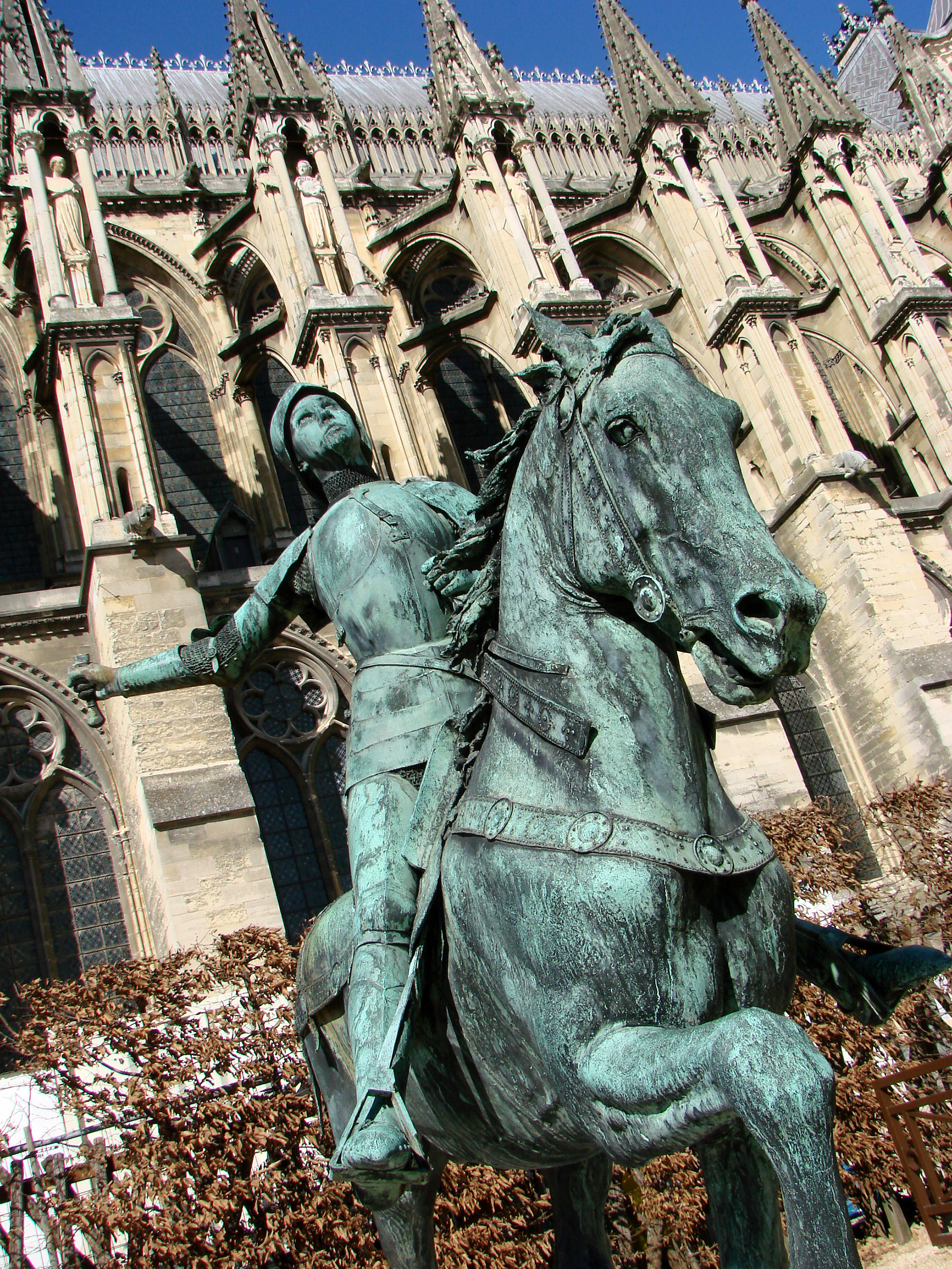
Jeanne d'Arc, Reims.

### Statue de l'église Saint-Maurice à Strasbourg
La statue de Jeanne d'Arc située sur la place Arnold à Strasbourg, est l'œuvre du sculpteur Paul Dubois, et a été inaugurée le 14 juillet 1922.
Elle était à l'origine place de la République, dans le Jardin du Palais du Rhin.
Cette statue fut brisée par les nazis en 1940. Les éléments furent mis à l'abri au Port du Rhin durant toute la durée de la guerre et furent ainsi sauvés de la fonte qui avait été prévue par les occupants.
Après 1945, tous les morceaux, et principalement la tête ayant été récupérés, la statue est restaurée et placée sur le parvis de l'église Saint-Maurice où elle est inaugurée solennellement le 8 mai 1965.
M. G. Foessel, archiviste de la ville de Strasbourg, lettre du 7 avril 1987.

### Statue du Meridian Hill Park àWashington

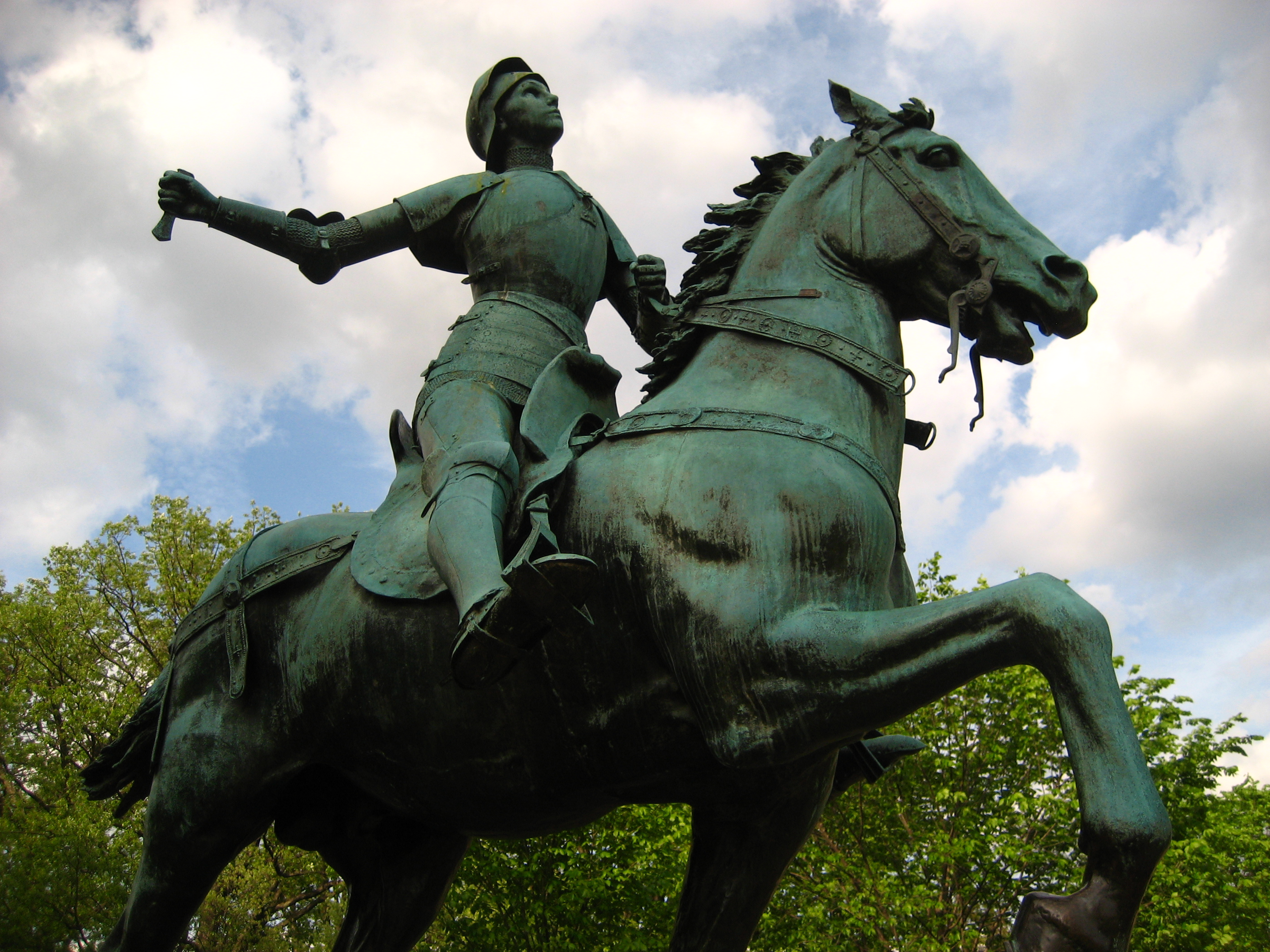
Statue de Jeanne d'Arc à Meridian Hill Park, Washington D.C.

Cette statue équestre représente Jeanne d'Arc montant un cheval au trot, reposant sur une base de granit à trois niveaux (haut. 1.32 m x larg. 3.35 ). Son torse est légèrement de biais, son bras droit levé derrière elle. Elle porte un casque la visière relevée, a le regard tourné vers le ciel et tient les rênes de son cheval de la main gauche. L'épée qu'elle tenait originellement de la main droite a été volée en 1978. Le piédestal a été conçu par l'Américain H.L. Davis.
On peut y lire cette inscription :
JEANNE D'ARC
LIBERATRICE
1412-1431
AUX FEMMES D'AMERIQUE
LES FEMMES DE FRANCE
A NEW YORK
LE 6 JANUARY 1922

#### Histoire
L’œuvre fut d'abord proposée en mai 1916 par Mme Polifème à la Commission des Beaux-Arts afin de célébrer l’amitié entre la France et les États-Unis. Durant sa conception, le sculpteur se tint en étroite relation avec le ministre français de l'éducation et des beaux-arts afin de proposer une représentation crédible de la paysanne lorraine.
La Commission des beaux-arts des États-Unis proposa en 1921 que la statue soit placée sur la terrasse du Meridian Hill Park.
La statue a été achevée à Paris en 1922. La réplique de Washington fut offerte par Le Lyceum Société des Femmes de France aux femmes des États-Unis d'Amérique.
L'inauguration le 6 janvier 1923 se fit en présence du président Harding et de l'ambassadeur français qui en étaient les invités d'honneur, ainsi que de leurs épouses.
Selon la Commission Nationale des beaux-arts, « la statue était considérée par les artistes comme la plus belle statue équestre des temps modernes ». Henry Bacon écrivit « La statue de Jeanne d'arc par Henri Dubois est une des plus belles choses au monde et aucun emplacement n'est trop beau pour elle. ».
Paul Claudel qui était alors ambassadeur de France aux États-Unis (de 1928 à 1933) lui rendit hommage à l'occasion du 500e anniversaire du martyre de Jeanne d'Arc le 30 mai 1931.
Une inspection de la statue en 1994 montra que son état nécessitait des travaux de restauration.